# Miles Bennett Dyson
Dr. Miles Bennett Dyson is een personage uit de Terminator-franchise. Hij wordt hierin gespeeld door Joe Morton en Phil Morris.
Dr. Dyson is een van de oprichters van Skynet, het computernetwerk dat uiteindelijk de macht zou grijpen op aarde en de mensheid zou proberen uit te roeien.

## Terminator 2: Judgment Day
Dr. Dyson maakt zijn debuut in de film Terminator 2: Judgment Day, waarin hij een wetenschapper is voor Cyberdyne Systems Corporation. Hij heeft de taak een nieuw neuraal netwerk te maken met behulp van de futuristische technologie gevonden bij een ander gebouw van Cyberdyne 10 jaar eerder. Deze technologie is de arm en de CPU chip van de originele Terminator uit de eerste film. Dyson is een van de weinigen die toegang heeft tot deze voorwerpen, en werkt rond de klok aan het project.
Oorspronkelijk zou Dyson op deze manier Skynet hebben gecreëerd, en onbewust Judgment Day in gang hebben gezet. Voor het zover is, wordt hij echter geconfronteerd door Sarah Connor, John Connor en een nieuwe Terminator. Sarah probeert Dyson eerst te vermoorden om de komst van Skynet te verhinderen, maar John slaagt erin haar te stoppen. Hierna toont de Terminator Dyson zijn kunstmatige arm om te bewijzen dat Dyson werkt aan iets dat de mensheid zal vernietigen.
Dyson stemt uiteindelijk toe het drietal te helpen Cyberdyne en al het werk te vernietigen. Dankzij Dyson dringt de groep door tot het laboratorium, en bemachtigt de CPU en de arm. Voor ze het gebouw kunnen opblazen, wordt het gebouw bestormd door meerdere SWAT-teams. Dyson wordt dodelijk getroffen, maar slaagt er nog in de explosieven tot ontploffing te brengen.

## The Sarah Connor Chronicles
Dysons vrouw en zoon komen voor in de pilotaflevering van Terminator: The Sarah Connor Chronicles. Ook Dyson wordt in deze aflevering genoemd, met name over zijn rol in Terminator 2. Dyson wordt enkel gezien op een paar foto's, gespeeld door Phil Morris.